# Kommissionen Prodi

Europaflaggan

Kommissionen Prodi är den EU-kommission som var i tjänst från den 16 september 1999 till den 21 november 2004. Kommissionen trädde i tjänst 16 september 1999 under Romano Prodis ordförandeskap och tog över efter interimskommissionen Marín. Det var ursprungligen tänkt att kommissionen Prodi skulle ersättas av kommissionen Barroso den 31 oktober 2004 men eftersom Europaparlamentet först inte godkände Barrosos förslag till ny kommission så skedde detta först den 21 november 2004. 
Det var under denna kommission som EU:s hittills största utvidgning skedde, när unionen 1 maj 2004 fick tio nya medlemsstater. Samtidigt som utvidgningen tillkom det tio nya kommissionärer, en från varje ny medlemsstat. Under kommissionens tid infördes bland annat euron som valuta i tolv länder och både Nicefördraget och Europeiska konstitutionen utarbetades.

## Historia

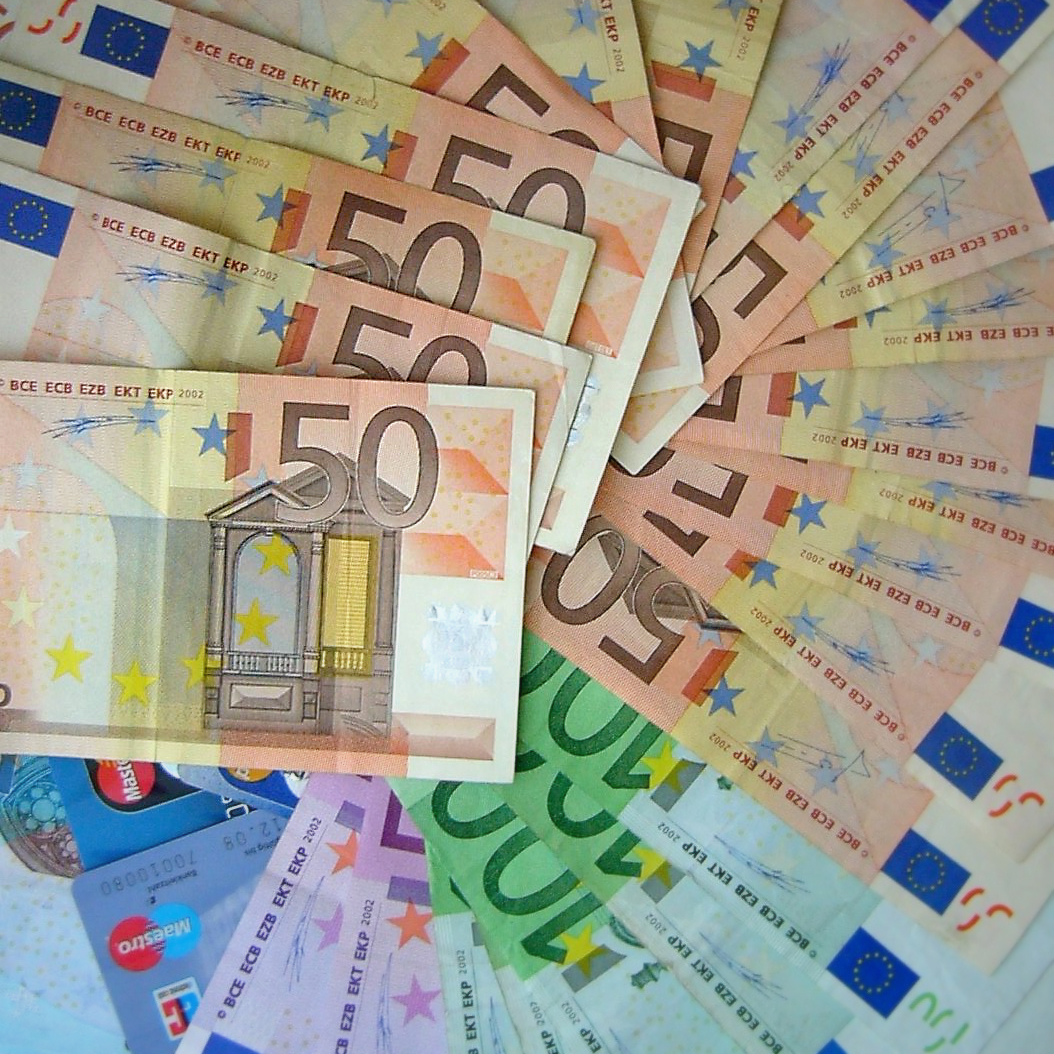
Under kommissionens tid infördes euron i tolv länder.

Kommissionen tillträdde den 16 september 1999 efter kommissionen Santers skandal och avgång som hade skadat institutionens rykte. Mellan det att kommissionen Santer avgick och Prodis kommission tillträdde, hade en tillfällig interimskommission tillsatts. Förslaget till kommission antogs den 19 juli 1999 av rådet och översändes därefter till Europaparlamentet för godkännande. Parlamentet godkände förslaget den 15 september 1999. Kommissionen Prodi tillträdde den 16 september 1999.
Kommissionen bestod av 20 kommissionärer, vilket utökades till 30 ledamöter när Europeiska unionen utvidgades 2004. Det var den sista kommissionen där de fem största medlemsstaterna hade två ledamöter var. Kommissionens makt och inflytande hade utökats som en följd av Amsterdamfördragets ikraftträdande. Vissa medier beskrev ordförande Prodi som "Europeiska unionens första premiärminister".
Förutom utvidgningen och Amsterdamfördraget, upplevde Prodikommissionen också signerandet och ikraftträdandet av Nicefördraget liksom utarbetandet och signerandet av Europeiska konstitutionen. 1999 infördes euron som elektronisk valuta och eurosedlar och euromynt blev verklighet under 2002 i tolv av EU:s dåvarande 15 medlemsstater. Kommissionen kritiserades emellertid för att vara matt, med dålig kommunikation och misslyckande med att påverka trots förverkligandet av flera stora händelser, så som utvidgningen och euron.
Kommissionen avsåg att överlämna sitt arbete åt kommissionen Barroso den 1 november 2004, men på grund av att Europaparlamentet inte godkände det första förslaget till ny kommission, så utökades Prodikommissionens mandat till den 21 november 2004.

## Sammansättning

### Röstfördelning
|  | Europeiskt parti                                                   | #  |
|  | ------------------------------------------------------------------ | -- |
|  | Europeiska folkpartiet (EPP)                                       | 8  |
|  | Europeiska socialdemokratiska partiet (PES)                        | 8  |
|  | Europeiska liberala, demokratiska och reformistiska partiet (ELDR) | 5  |
|  | Europeiska gröna partiet (EGP)                                     | 1  |
|  | Partilösa                                                          | 8  |
|  | Totalt                                                             | 30 |

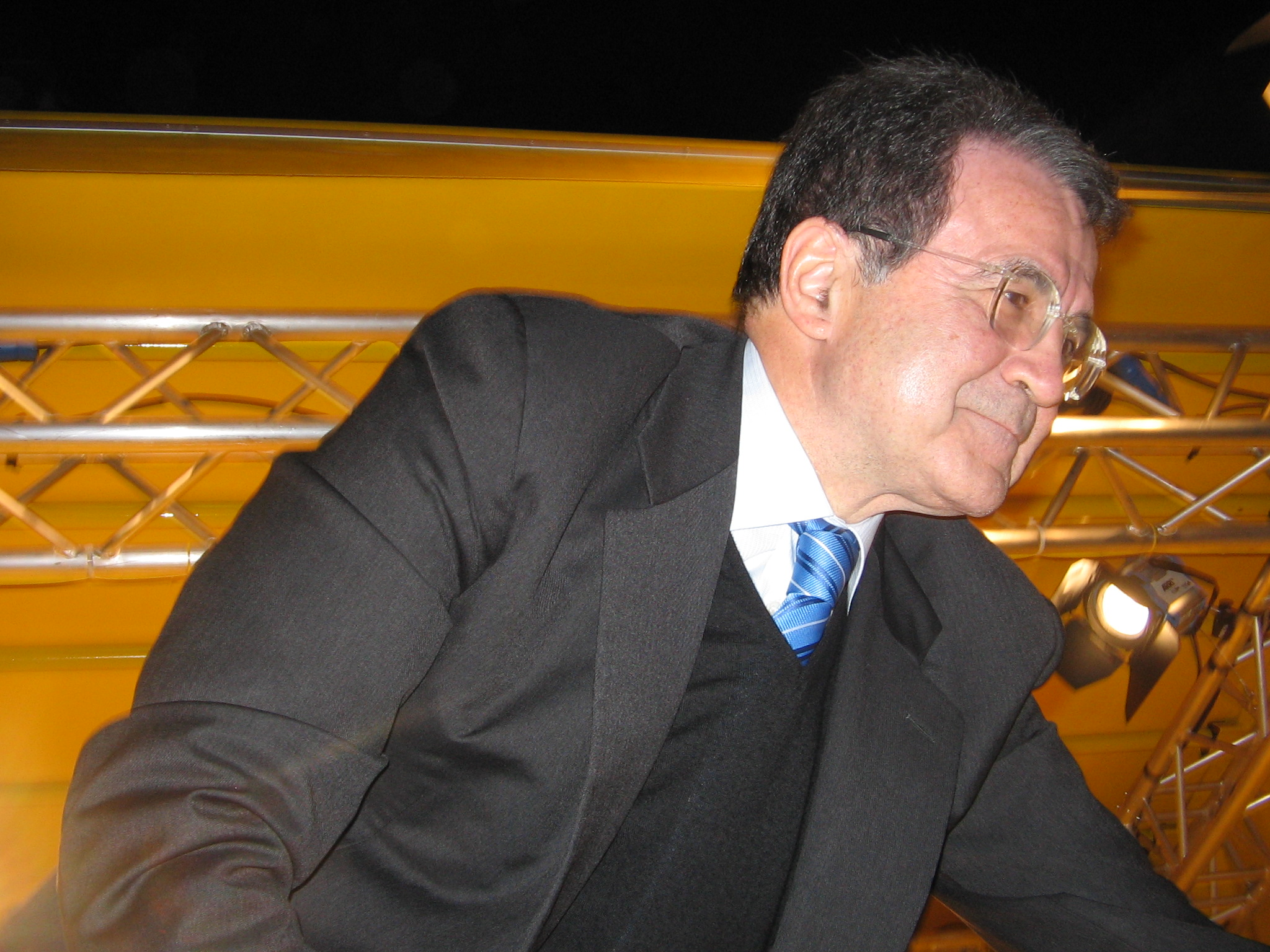
Kommissionens ordförande Romano Prodi.

Till vänster visas röstfördelningen inom kommissionen Prodi när den avgick i november 2004. Kommissionen dominerades av Europeiska socialdemokratiska partiet och Europeiska folkpartiet, men inkluderade också ledamöter från Europeiska liberala, demokratiska och reformistiska partiet och Europeiska gröna partiet.
Från början bestod kommissionen av tjugo ledamöter, en från varje medlemsstat samt ytterligare fem ledamöter från de fem största länderna. När unionen utvidgades den 1 maj 2004 tillkom ytterligare tio kommissionärer, en från varje ny medlemsstat. Hälften av de nya kommissionärerna tillhörde inget europeiskt parti.

### Ledamöter
|  |                | Stat           | Post            | Namn                | Medlem från | Medlem till | Europeiskt parti | Ansvarsområde                                 |
|  | -------------- | -------------- | --------------- | ------------------- | ----------- | ----------- | ---------------- | --------------------------------------------- |
|  | Belgien        | Belgien        | Ledamot         | Philippe Busquin    | 1999-09-16  | 2004-09-13  | PES              | Forskning                                     |
|  | Belgien        | Belgien        | Ledamot         | Louis Michel        | 2004-09-13  | 2004-11-21  | ELDR             | Forskning                                     |
|  | Cypern         | Cypern         | Ledamot         | Markos Kyprianou    | 2004-05-01  | 2004-11-21  | ELDR             | Budget                                        |
|  | Danmark        | Danmark        | Ledamot         | Poul Nielson        | 1999-09-16  | 2004-11-21  | PES              | Utveckling och humanitärt bistånd             |
|  | Estland        | Estland        | Ledamot         | Siim Kallas         | 2004-05-01  | 2004-11-21  | ELDR             | Ekonomiska och monetära frågor                |
|  | Finland        | Finland        | Ledamot         | Erkki Liikanen      | 1999-09-16  | 2004-07-12  | PES              | Näringsliv och informationssamhället          |
|  | Finland        | Finland        | Ledamot         | Olli Rehn           | 2004-07-12  | 2004-11-21  | ELDR             | Näringsliv och informationssamhället          |
|  | Frankrike      | Frankrike      | Ledamot         | Pascal Lamy         | 1999-09-16  | 2004-11-21  | PES              | Handel                                        |
|  | Frankrike      | Frankrike      | Ledamot         | Michel Barnier      | 1999-09-16  | 2004-04-26  | EPP              | Regionalpolitik                               |
|  | Frankrike      | Frankrike      | Ledamot         | Jacques Barrot      | 2004-04-26  | 2004-11-21  | EPP              | Regionalpolitik                               |
|  | Grekland       | Grekland       | Ledamot         | Anna Diamantopoulou | 1999-09-16  | 2004-03-11  | PES              | Sysselsättning och socialpolitik              |
|  | Grekland       | Grekland       | Ledamot         | Stavros Dimas       | 2004-03-11  | 2004-11-21  | EPP              | Sysselsättning och socialpolitik              |
|  | Irland         | Irland         | Ledamot         | David Byrne         | 1999-09-16  | 2004-11-21  | Partilös         | Hälsa och konsumentskydd                      |
|  | Italien        | Italien        | Ordförande      | Romano Prodi        | 1999-09-16  | 2004-11-21  | PES              | Ordförande                                    |
|  | Italien        | Italien        | Ledamot         | Mario Monti         | 1999-09-16  | 2004-11-21  | Partilös         | Konkurrens                                    |
|  | Lettland       | Lettland       | Ledamot         | Sandra Kalniete     | 2004-05-01  | 2004-11-21  | EPP              | Jordbruk och fiske                            |
|  | Litauen        | Litauen        | Ledamot         | Dalia Grybauskaitė  | 2004-05-01  | 2004-11-21  | Partilös         | Utbildning och kultur                         |
|  | Luxemburg      | Luxemburg      | Ledamot         | Viviane Reding      | 1999-09-16  | 2004-11-21  | EPP              | Utbildning och kultur                         |
|  | Malta          | Malta          | Ledamot         | Joe Borg            | 2004-05-01  | 2004-11-21  | EPP              | Utveckling och humanitärt bistånd             |
|  | Nederländerna  | Nederländerna  | Ledamot         | Frits Bolkestein    | 1999-09-16  | 2004-11-21  | ELDR             | Inre marknaden, skatter och tullunion         |
|  | Polen          | Polen          | Ledamot         | Danuta Hübner       | 2004-05-01  | 2004-11-21  | Partilös         | Handel                                        |
|  | Portugal       | Portugal       | Ledamot         | António Vitorino    | 1999-09-16  | 2004-11-21  | PES              | Rättsliga och inrikes frågor                  |
|  | Slovakien      | Slovakien      | Ledamot         | Ján Figeľ           | 2004-05-01  | 2004-11-21  | EPP              | Näringsliv och informationssamhället          |
|  | Slovenien      | Slovenien      | Ledamot         | Janez Potočnik      | 2004-05-01  | 2004-11-21  | Partilös         | Utvidgning                                    |
|  | Spanien        | Spanien        | Vice ordförande | Loyola de Palacio   | 1999-09-16  | 2004-11-21  | EPP              | Kontakt med parlamentet, transport och energi |
|  | Spanien        | Spanien        | Ledamot         | Pedro Solbes        | 1999-09-16  | 2004-04-26  | PES              | Ekonomiska och monetära frågor                |
|  | Spanien        | Spanien        | Ledamot         | Joaquín Almunia     | 2004-04-26  | 2004-11-21  | PES              | Ekonomiska och monetära frågor                |
|  | Storbritannien | Storbritannien | Vice ordförande | Neil Kinnock        | 1999-09-16  | 2004-11-21  | PES              | Administrativ reform                          |
|  | Storbritannien | Storbritannien | Ledamot         | Chris Patten        | 1999-09-16  | 2004-11-21  | Partilös         | Yttre förbindelser                            |
|  | Sverige        | Sverige        | Ledamot         | Margot Wallström    | 1999-09-16  | 2004-11-21  | PES              | Miljö                                         |
|  | Tjeckien       | Tjeckien       | Ledamot         | Pavel Telička       | 2004-05-01  | 2004-11-21  | Partilös         | Hälsa och konsumentskydd                      |
|  | Tyskland       | Tyskland       | Ledamot         | Günter Verheugen    | 1999-09-16  | 2004-11-21  | PES              | Utvidgning                                    |
|  | Tyskland       | Tyskland       | Ledamot         | Michaele Schreyer   | 1999-09-16  | 2004-11-21  | EGP              | Budget                                        |
|  | Ungern         | Ungern         | Ledamot         | Péter Balázs        | 2004-05-01  | 2004-11-21  | Partilös         | Regionalpolitik                               |
|  | Österrike      | Österrike      | Ledamot         | Franz Fischler      | 1999-09-16  | 2004-11-21  | EPP              | Jordbruk och fiske                            |